# La Pegatina
La Pegatina es un grupo español de rumba catalana y ska fundado en 2003 en Moncada y Reixach.

## Historia
El grupo inicia su carrera en 2003 con el nombre de Pegatina Sound System, con más de veinte actuaciones a sus espaldas y un par de temas recogidos en un EP; empezaron a recorrer la península y a tocar en festivales y conciertos.
En 2006, y ya con el nombre establecido de La Pegatina, después de grabar temas para varios recopilatorios, grabaron su primer disco que a principios de 2007 vería la luz. Se tituló Al carrer! y fue pagado por ellos mismos. 
En este disco, además de mezclar lenguas como el castellano, catalán o el gallego,  colaboran artistas como por ejemplo Manu Chao, Gambeat, Che Sudaka, o Txarango.
Con este disco y trabajo intenso de conciertos y autopromoción, La Pegatina se presenta dos años después con 4 nuevos miembros, 4.500 copias vendidas, 180.000 descargas de Internet y una gira que los llevaron por Suiza, Francia, Italia y España, donde hicieron más de 250 conciertos. En el concierto de final de gira, en la Sala Apolo de Barcelona, vendieron todas las entradas 10 días antes de la actuación. 
En febrero de 2009 presentaron nuevo disco, Vía Mandarina, producido por Kasba Music y grabado en los estudios de "La Atlántida". Colaboran músicos de D'Callaos y El Puchero del Hortelano, entre otros. Una vez más, también se expresan en diferentes lenguas como el catalán, el gallego, el castellano, el euskera y el portugués. La gira de 2009 ("Vía Mandarina Tour") actuaron en España, Inglaterra, Francia, Alemania y Suiza entre otros.
El grupo se consolida como un fenómeno que rompe con todos los viejos fundamentos de la industria musical, adherido continuamente a las redes sociales y seguido por miles de fanes, a pesar de formar parte del circuito no comercial. A principios del 2010 reciben el premio al Mejor Artista Pop / Rock del 2009 por la revista Enderrock y también el premio en la Mejor Página Web (www.lapegatina.com).
Esto sirvió para darle un nuevo empujón al proyecto y levantarse como un grupo referencia también en Europa. Ese año tocaron en los Países Bajos, Austria, Liechtenstein, Francia, Italia y también en Canadá. 
En febrero de 2011 presentan el disco que los consolidará como uno de los grandes grupos nacionales y europeos. El álbum trajo por nombre Xapomelön, editado nuevamente por Kasba Music. En el disco,  participan Joan Chaparral, Amparo Sánchez, los raperos Indigna y las Sey Sisters.
En 2011 visitan China con una gira especial denominada La PegaChina.
A finales de febrero de 2013 publican su cuarto disco Eureka!, que contiene 15 canciones. En este disco participan Mario Díaz, Romi Anauel, Love of Lesbian, Esne Beltza y los sicilianos Baciamolemani y estrenan el documental La Pegatina: El docu.
A principios de 2014 presentan su nueva gira Lloverá y yo vére Tour donde continuarán tocando sus temas estrella por diferentes países.
El día 12 de mayo sale a la venta su quinto trabajo titulado Revulsiu, un disco en el cual colaboran Dubioza Kolektiv, Capitán Cobarde, Ska-P, Hanggai, Turtle Island, Ms Maiko, Rayden del grupo A3Bandas y Oques Grasses. Lo presentaron en Madrid, Barcelona y Bilbao y su gira pasó por Asia, Europa y Sudamérica pero también otros lugares catalanes como el Canet Rock, el Clownia o localidades como Mataró, Igualada o Mollerusa.
En febrero de 2016 anuncian "La Gran Pegatina", una big band con la incorporación de siete nuevos músicos, y que actuarán durante cinco meses comenzando en el festival Viña Rock. En 2016 participan en el álbum recopilatorio de la banda Projecte Mut.
En marzo de 2018 La Pegatina publica «Ahora o nunca» y en octubre de 2020 edita su séptimo trabajo en estudio «Darle la vuelta». En junio de 2021 se publica la biografía «La Pegatina. Adrenalina (conversaciones con Rubén Sierra)», obra de Kike Babas y Kike Turrón, con la participación de todo el grupo y prólogos de Amparanoia, Gambeat, Che Sudaka, Capitán Cobarde, Esne Beltza y Travis Birds.

## Componentes
- Adrià Salas: voz y guitarra.
- Rubén Sierra: voz y guitarra.
- Ovidi Díaz: cajón flamenco, percusión, ambientes y coros.
- Ferran Ibáñez: bajo y coros.
- Axel Magnani: trompeta y coros.
- Romain Renard: acordeón, voces y coros.
- Edu Rodriguez: batería.
- Miki Florensa: guitarra eléctrica
- Miguelón Gracía: trombón

La Gran Pegatina:
- Maribel "La Canija": voz
- Pipo Ti:  voz
- Tuli: saxo
- Roberto Lorenzo: trombón
- Víctor Guadiana: violín
- Thibault Chenard: videojockey

## Discografía
- "Al carrer!" Autoproducido, 2007.
- "Via Mandarina". Kasba Music, 2009.
- "Xapomelön". Kasba Music, 2011.
- "Eureka". Kasba Music, 2013.
- "Revulsiu". Warner Music, 2015.
- La gran Pegatina (disco en vivo) Warner Music, 2016.
- Revulsiu en el Laboratorio Sonoro Warner Music, 2017.
- Ahora o nunca. Warner Music Spain, 2018.
- Darle la vuelta. Warner Music Spain, 2020.
- Hacia Otra Parte. Calaverita Records / Musica Global, 2022
- La Meva Gent. Calaverita Records / Musica Global, 2022

## Singles
- Darle la vuelta (2020).
- Como se hacen las flores (2020).

## Premios y nominaciones
Latin GRAMMY'S
| Año  | Premio         | Categoría                                   | Obra            | Resultado |
| ---- | -------------- | ------------------------------------------- | --------------- | --------- |
| 2018 | Latin GRAMMY'S | Mejor Ingeniería de Grabación para un Álbum | "Ahora o nunca" | Nominado  |

## Giras
- La Pegatina, 2003
- La Pegatina Sound System, 2004
- Calentando Motoras, 2005
- Moviditos, 2006
- Al carrer!, 2007
- La Conxi Tour, 2008
- Vía Mandarina, 2009
- Mira que mira, 2010
- Xapomelön, 2011
- Adrenalina, 2012
- Eureka!, 2013
- Lloverá y yo veré, 2014
- Revulsiu, 2015
- La Gran Pegatina, 2016
- World Tour, 2017